# Émilie de Beauharnais
Émilie-Louise de Beauharnais, contessa di Lavallette (1781 – Parigi, 1855), è stata una nobildonna francese.
Nipote di Giuseppina di Beauharnais, ne fu molto spesso dama di compagnia.
Moglie di Antoine Marie Chamans de Lavallette dal 1798, il 20 dicembre 1815, vigilia della prevista esecuzione del marito per fedeltà a Napoleone Bonaparte, riuscì a far evadere quest'ultimo dal carcere travestendolo da donna.
Chamans de Lavallette si recò in Baviera, potendo rientrare solo nel 1820. La Beauharnais, avendo scoperto i frequenti tradimenti bavaresi del marito, andò incontro ad un repentino declino mentale, avviando a sua volta una relazione extraconiugale con Guillaume Dupuytren.
Nel 1822 i coniugi de Lavallette si riconciliarono tra loro.
Émilie è sepolta a Parigi al cimitero di Père-Lachaise